# Рыскулова, Какиш Рыскуловна
Какиш Рыскуловна Рыскулова (15 октября (по паспорту, по настоящему в августе) 1918, с. Четинди Кантского района ныне Чуйской области — 26 августа 2018, Киргизия, Бишкек) — хирург, академик АН Киргизской ССР, отличник народного образования, заслуженный врач Киргизской ССР и заслуженный деятель науки Киргизской ССР, доктор медицинских наук, профессор.
Какиш Рыскулова - первая женщина хирург, ставшая академиком в Центральной И Средней Азии. 
```
В 1944 году окончила лечебный факультет Кыргызского государственного медицинского института.
```

Какиш Рыскулова - племянница выдающегося ученого-просветителя Ишеналы Арабаева.
Она впервые в СССР разработала уникальную методику ручного сшивания кровеносного сосуда стенок артерий и вен на новейшем сосудосшивающем аппарате В. Ф. Гудова, изобретенного им впервые в СССР в 1946 году.
Ею опубликовано более 250 научных работ, 13 монографий, 11 изобретений, внедрено 47 рационализаторских предложений, 4 учебника. Она выучила не одно поколение талантливейших медиков. являющихся учеными мирового значения, ею подготовлены 32 кандидата и 7 докторов медицинских наук.
Умерла Какиш Рыскулова 26 августа 2018 года на 100-м году жизни по естественным причинам.

## Биография

### Детство и юность
Родилась в крестьянской в семье, племянница выдающегося учёного-просветителя Ишеналы Арабаева. Отец, Саралаев Рыскул (род. 1879), мать Саралаева Джумагуль (род. 1902), члены ТОЗ, артели колхоза Четинди. В семье Саралаевых родились четверо детей Какиш, Канымджан, Бекиш, Бейшенгуль.

### Путь в медицине
В сентябре 1930 года поступила в начальную школу Таш-Добе Аламединского района, затем училась там же в школе-интернате колхозной молодежи ШКМ. В 1934 году поступила в Республиканское медицинское училище г. Фрунзе. После окончания с 1 февраля 1938 года по июль работала в Баткенском районе Ошской области в селе Палал-Ооз Даринского сельсовета и в селе Ортобозского сельсовета, фельдшером. С 1939 года — медсестра в Нарынской городской больнице, а с 1940 года работала заведующей отделом кадров и спецчасти Тянь-Шанского облздрава.
В июне 1940 года поступила на лечебный факультет Киргизского государственного мединститута, который окончила с отличием в июле 1944 года, была Сталинской стипендиаткой. Участвовала в ликвидации свирепствовавших в то время кожвензаболеваний, таких как сифилис, оспа, малярии и других инфекций в Базар-Курганском, Баткенском, Тянь-Шанском районах, в зоне «Арсланбап» и «Ачи». Впервые в КГМИ в июне 1944 года восемь девушек IV выпуска (Азыкова З.И, Алтымышбаева К.А, Атакеева Б.А, Булатова Н.Ш, Мамутова Д.М, Рыскулова К. Чукина С. С.) были оставлены по брони в республике: по ходатайству Минздрава Киргизии была открыта клиническая аспирантура для этих девушек, желающих работать клинистами.
После окончания мединститута поступила в клиническую аспирантуру на кафедре факультетной хирургии, возглавляемую в это время профессором Н. Д. Данилюк, а затем профессором А. Н. Кругловым. Под постоянным руководством заслуженного деятеля науки Киргизской ССР, профессора А. Н. Круглова, Какиш Рыскулова сформировалась как хирург, научный работник, педагог.
Её научные труды посвящены различным вопросам: онкологии, нейрохирургии, ортопедии, травматологии, урологии, сосудистой хирургии и гастроэнтерологии. Какиш Рыскулова, свои научные открытия начала в госпитале для долечивания раненных воинов участников Великой Отечественной войне, где обратила внимание на частое появление болевого синдрома после ампутации конечностей. Итогом этого открытия стала защита кандидатской диссертации 21 июля 1951 года, на тему: «К технике обработки культи нерва при ампутациях» и ряд публикаций.
Впервые в СССР разработала уникальную методику ручного сшивания кровеносного сосуда стенок артерий и вен на новейшем сосудосшивающем аппарате В. Ф. Гудова, изобретенного им впервые в СССР в 1946 году.
В 1954 году — член-корреспондент АН Киргизской ССР (первый состав), в 1957 году присвоено почётное звание «Заслуженный врач Киргизской ССР». В 1967 году избрана заведующей кафедрой факультетной хирургии, член комитета по Государственным премиям Киргизской ССР в области науки и техники, в 1968 году утверждена в ученом звании профессора хирургии, в 1969 году избрана академиком АН Киргизской ССР, заместитель председателя Киргизского республиканского Комитета защиты мира. Председатель Межкафедральной комиссии Киргизского Государственного медицинского института по предварительной защите докторской диссертации и Председатель специализированного совета по защите кандидатских диссертации по медицинским наукам. В 1980 году присвоено почётное звание «Заслуженный деятель науки Киргизской ССР»
Защита докторской диссертации проходила в городе Москве 21 марта 1967 года на научном совете ЦОЛИУ врачей. Ей опубликовано более 250 научных работ, 13 монографий, 11 изобретений, внедрила 47 рационализаторских предложений, 4 учебника. Она выучила не одно поколение талантливейших медиков, являющихся учеными мирового значения, ею подготовлены 32 кандидатов и 7 докторов медицинских наук.
Умерла 26 августа 2018 года на 100-м году жизни по естественным причинам.

## Общественно-политическая деятельность
Она принимала активное участие в общественно-политической жизни республики. Трижды избиралась депутатом Верховного Совета Киргизской ССР (3-го, 5-6-го созывов), вела общественно-политическую деятельность в качестве народного депутата Фрунзенского городского совета, с 1959 по 1967 год являлась заместителем председателя Президиума Верховного Совета Киргизской ССР, на XII съезде Компартии Киргизии была избрана членом ЦК КП Киргизской ССР.

## Награды и звания
Награждена орденом Ленина, двумя орденами «Знак почёта» и многочисленными Почетными грамотами, медалями «За трудовую доблесть», «За добросовестный труд в Великой Отечественной войне 1941—1945 гг.». В 1951 году защитила кандидатскую, а в 1967 году — докторскую диссертацию в г. Москве. В 1968 году ей было присвоено звание профессора.
Какиш Рыскулова опубликовала более 250 научных работ, 13 монографий, 11 изобретений, внедрено 47 рационализаторских предложений, издано 4 учебника. В 1997 году награждена бронзовой медалью «Данк», в 2003 г. — орден «Манаса» III степени, в 2008 г. — орден «Манаса» II степени.

## Основные работы
- Система свертывания крови и адаптация к природной гипоксии. Ленинград, «Наука», 1983.
- Что мы знаем о холецистэктомии? Научно- популярная книга (в соавторстве). Бишкек, «Кыргызстан», 1990.
- Клинико-иммунологические аспекты язвенной болезни и двенадцатиперстной кишки (в соавторстве). Бишкек, «Учкун», 1995.
- Клинико-функциональная и морфологическая характеристика больных после резекции желудка и ваготомии язвенной болезни (в соавторстве). Бишкек, «Учкун», 1998.
- Избранные труды. Бишкек, «Учкун», 1998

## Галерея
- Со своим наставником, профессором Кругловым А. Н. и коллегами
- На операции
- Фото родственников и односельчан села Карагай-Булак
- Фото матери Какиш Рыскуловой, Джумагуль
- Какиш с дочерьми, матерью, сестрой, братьями
- С супругом Сулеймановым Оморкул
- С коллегами
- С академиками НАН КР
- Юбилей 85-летия
- Депутат Верховного Совета Кир. ССР
- г. Кант, гимназия № 2 им. Рыскуловой
- В юбилей 95-летия